# Bröstimplantat

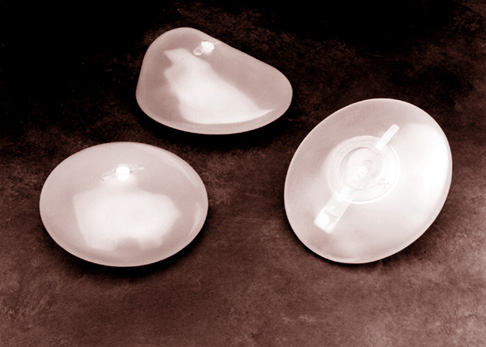
Bröstimplantat fyllda med silikon.

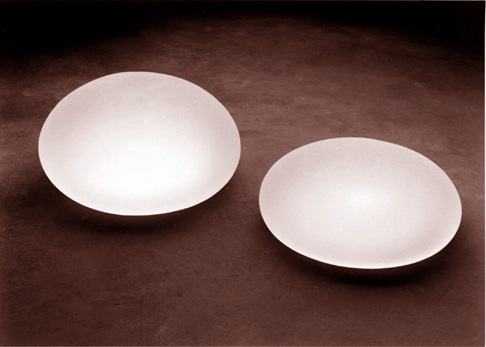
Bröstimplantat fyllda med saltvatten.

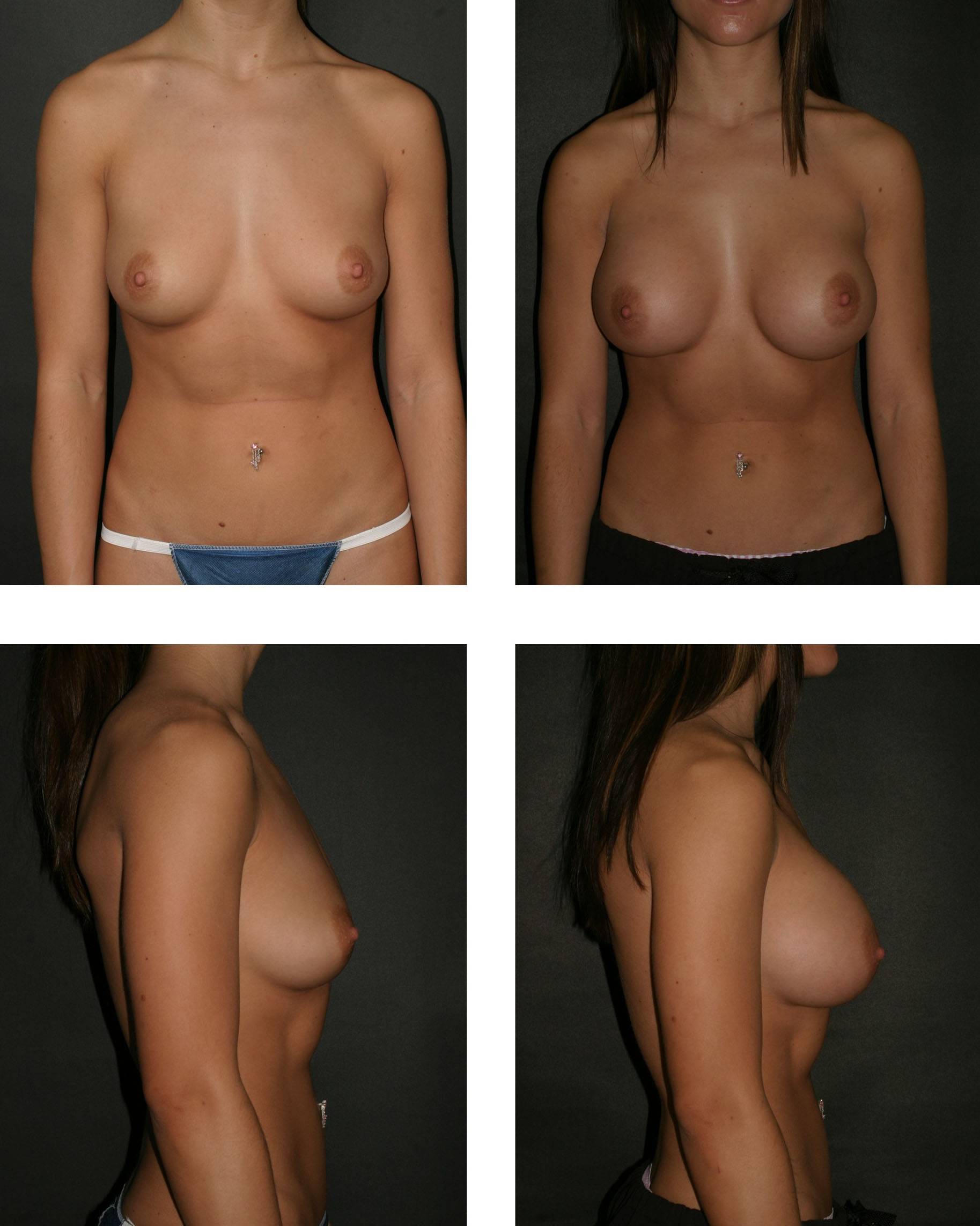
En kvinna före och efter bröstimplantat.

Bröstimplantat är en metod för bröstförstoring. Implantat opereras in i brösten på kvinnor eller transsexuella eller andra som vill förstora brösten eller rekonstruera dem efter till exempel bröstcancer. För att få bröstimplantat i Sverige i dag måste man vara minst 18 år, med eller utan föräldrarnas samtycke.

## Material
Alla implantat som används idag har ett hölje av silikon medan innehållet antingen är saltvatten (koksaltproteser) eller en gel av silikon (cohesivgel-proteser).
Det finns även olika profiler på implantaten, om man vill ha mer "push" eller mindre, till exempel hög profil, medium och låg profil. Detta är beroende på hur patientens bröst ser ut från början.

## Applicering
Protesen läggs in via en öppning under bröstet, vilket är vanligast, i armhålan eller i nedre delen av vårtgården. Vid inläggning via armhålan är det svårare att få en bra placering av protesen och öppnar man i kanten av vårtgården är risken stor att man försämrar känseln i vårta och vårtgård varför det i dag är vanligast med att gå in via en öppning nedanför bröstet. Detta ärr som vanligen läker mycket fint döljs dessutom av själva bröstet vilket gör det mycket svårt att upptäcka.
Implantaten kan även läggas under eller över bröstmuskeln, beroende på hur mycket bröstvävnad man har från början. Om man har väldigt lite bröstvävnad läggs oftast implantaten under bröstmuskeln.

## Val av implantatsstorlek

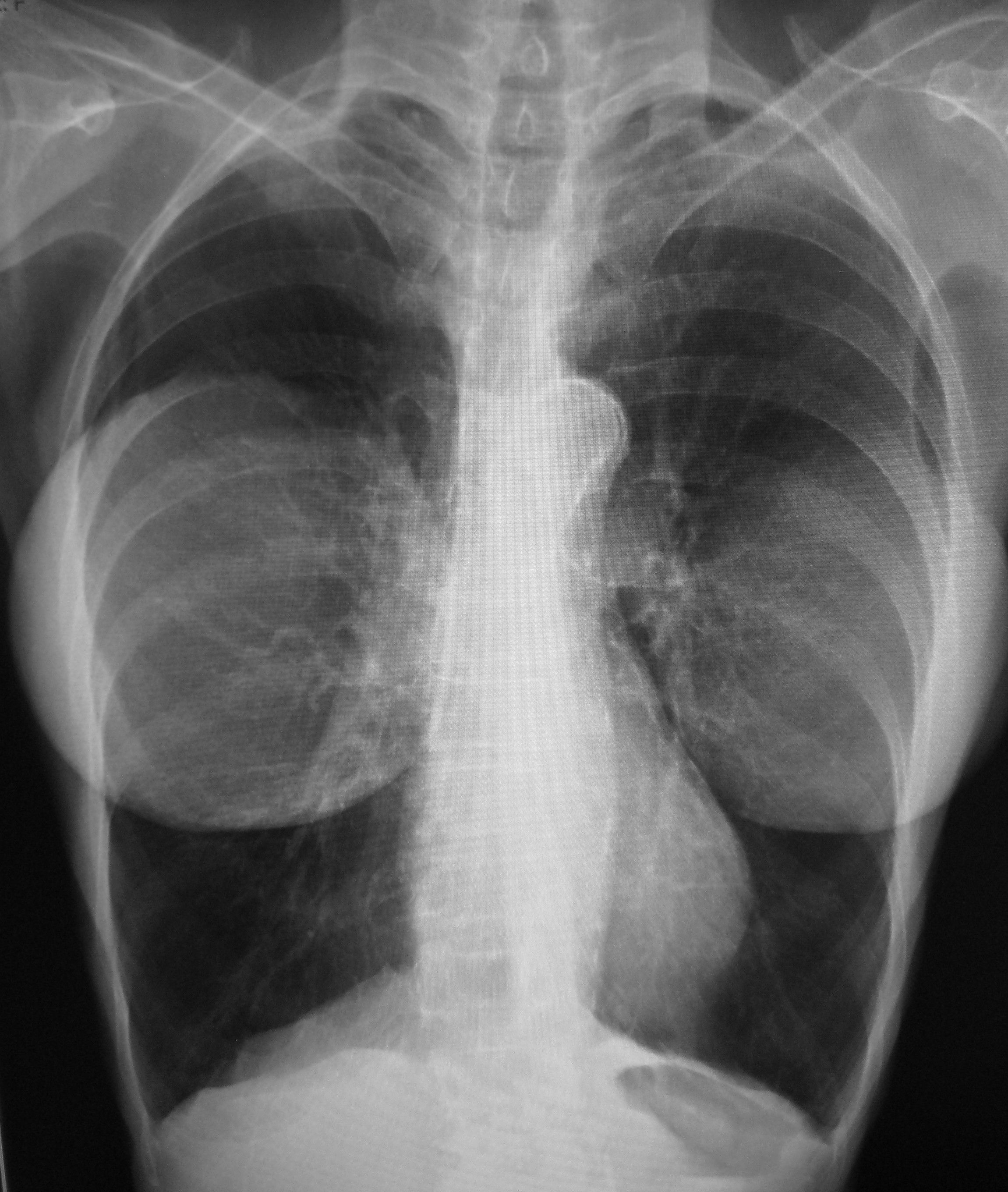
Röntgenbild på patient med bröstimplantat.

Storleken på bröstimplantat mäts i milliliter (ml). Varje ml motsvarar ca 1 gram. Ett bröstimplantat i storleken 350 ml motsvarar således en vikt på 350 gram. De vanligaste implantatsstorlekarna är på 200-700 ml och flertalet i intervallet 300-450 ml.
För den patient som vill uppnå ett så naturligt utseende som möjligt är storleken på implantaten av största betydelse. Men att avgöra rätt storlek handlar inte bara om att bedöma vilken BH-storlek patienten uppnår efter operation. Plastikkirurgen måste också väga in patientens kroppsbyggnad med särskild hänsyn tagen till bredden av bröstväggen, mängden befintlig bröstvävnad och den övergripande kroppssymmetrin.
För att få ett resultat som ser så naturligt ut som möjligt, och minska risken för komplikationer, rekommenderar de flesta plastikkirurger att begränsa förstoringen av bröststorleken till ett maximum av två BH-storlekar.
En liten del av volymen i implantatet försvinner när det placeras inuti kroppen i förhållande till när samma implantat provas i en BH på utsidan, eftersom kroppens vävnad anpassar sig efter det på ett annat sätt inuti kroppen.

## Historik
Redan på sent 1800-tal har bröstimplantat förekommit som kirurgiskt ingrepp. 1895 utförde nämligen den böhmiske kirurgen Vincenz Czerny implantat där han nyttjade fettvävnad från en fettsvulst på patientens ländrygg för att reparera en asymmetri som uppstått vid avlägsnandet av en tumör.
Den österrikiske läkaren Robert Gersuny experimenterade 1889 med injektioner av det mättade kolvätet alkan som implantat. Resultatet var förödande eftersom alkanet i kroppen bröts ner till mindre beståndsdelar.
Under första halvan av 1900-talet provades med olika framgång en mängd olika ämnen som fyllning vid bröstimplantant, bland annat elfenben, naturgummi, polyetentereftalat, polyeten och polyvinylalkohol.